# Agricultura climáticamente inteligente
La agricultura climáticamente inteligente (ACI) (o agricultura resiliente al clima) es un enfoque integrado de la gestión de los paisajes para ayudar a adaptar los métodos agrícolas, la ganadería y los cultivos a los efectos del cambio climático y, en la medida de lo posible, contrarrestarlo reduciendo las emisiones de gases de efecto invernadero, teniendo en cuenta al mismo tiempo la creciente población mundial para garantizar la seguridad alimentaria. Así pues, no se hace hincapié simplemente en la agricultura sostenible, sino también en el aumento de la productividad agrícola. "La ACI... está en línea con la visión de la FAO para la Alimentación y la Agricultura Sostenibles y apoya el objetivo de la FAO de hacer que la agricultura, la silvicultura y la pesca sean más productivas y más sostenibles".
La ACI tiene tres pilares: el aumento de la productividad y los ingresos agrícolas; la adaptación y el aumento de la resiliencia al cambio climático y la reducción y/o eliminación de las emisiones de gases de efecto invernadero de la agricultura. La ACI enumera diferentes acciones para contrarrestar los retos futuros de los cultivos y las plantas. En relación con el aumento de las temperaturas y el estrés térmico, la ACI recomienda, por ejemplo, la producción de variedades de cultivos tolerantes al calor, el acolchado, la gestión del agua, las casas de sombra, los árboles delimitadores y el alojamiento y espaciado adecuados para el ganado. Hay intentos de integrar la ACI en las principales políticas gubernamentales, los gastos y los marcos de planificación. Para que las políticas de ACI sean eficaces, deben poder contribuir a un crecimiento económico más amplio, a los objetivos de desarrollo sostenible y a la reducción de la pobreza. También deben integrarse en las estrategias y acciones de gestión del riesgo de catástrofes y en los programas de la red de seguridad social.

## Métodos y evaluación
La Organización de las Naciones Unidas para la Agricultura y la Alimentación (FAO) ha identificado varias herramientas para que los países y las personas puedan valorar, supervisar y evaluar partes integrales de la planificación y aplicación de la ACI. Algunas de estas herramientas son:
1. Sistema de Modelización de los Impactos del Cambio Climático en la Agricultura (MOSAICC): Este sistema de modelización ayuda a los países a realizar una evaluación interdisciplinar del impacto del cambio climático en la agricultura mediante simulaciones.
2. Modelo de Evaluación Ambiental de la Ganadería Global (GLEAM): Simula la interacción de las actividades y los procesos que intervienen en la producción ganadera (producción de leche y carne) y el medio ambiente. El modelo está diseñado para evaluar varias categorías de impacto ambiental, como las emisiones de gases de efecto invernadero, el uso de nutrientes y agua, el uso y la degradación del suelo y las interacciones con la biodiversidad.
3. Sistema de Evaluación de la Sostenibilidad de la Agricultura y la Alimentación (SAFA): Las directrices del SAFA son un marco para la evaluación del rendimiento de la sostenibilidad en el sector de la alimentación y la agricultura, incluyendo la producción agrícola y ganadera, la silvicultura y la pesca. El seguimiento y la evaluación de las actividades establecen líneas de base, definen indicadores, miden el progreso y evalúan los éxitos y los retrocesos en las intervenciones de ACI.[7]
4. Innovaciones económicas y políticas para una agricultura climáticamente inteligente (EPIC): El programa trabaja con gobiernos, universidades, centros de investigación y otros socios institucionales en apoyo de su transición a la ACI mediante el análisis económico y político. Para ello, identifica y armoniza las políticas agrícolas climáticamente inteligentes, el análisis de los impactos, los efectos, los costes y los beneficios, así como los incentivos y las barreras para la adopción de prácticas agrícolas climáticamente inteligentes.
5. Herramienta de balance de carbono Ex-Ante (EX-ACT):  Este sistema de evaluación fue desarrollado por la FAO. En la fase de desarrollo del proyecto, proporciona estimaciones previas del impacto de los proyectos, programas y políticas de desarrollo agrícola y forestal en el balance de carbono.
6. Gestión de riesgos climáticos (CRM):  Este enfoque integrado aborda las vulnerabilidades a la variabilidad climática a corto plazo y al cambio climático a largo plazo en el marco del desarrollo sostenible. El componente clave de la CRM de la FAO consiste en proporcionar productos de información meteorológica y climática a los agricultores, pescadores y ganaderos para la evaluación de los riesgos con el fin de mejorar las oportunidades a nivel local.
7. Incorporación de la perspectiva de género: Para lograr una ACI socialmente sostenible, es necesario comprender las funciones, capacidades y responsabilidades de hombres y mujeres para garantizar la igualdad de acceso a los beneficios de las políticas y prácticas de ACI.
8. Proyecto de Seguimiento y Evaluación de las Emisiones de Gases de Efecto Invernadero y Potencial de Mitigación en la Agricultura (MAGHG): Este proyecto se enmarca en el programa MICCA (Mitigación del Cambio Climático en la Agricultura). En el marco de este proyecto, se ayuda a los países miembros a recopilar y notificar datos sobre las emisiones de gases de efecto invernadero en el sector de la agricultura, la silvicultura y otros usos de la tierra (AFOLU) para los requisitos de notificación relacionados con la CMNUCC.

### Agricultura climáticamente inteligente y género
Los hombres, las mujeres, los niños y las niñas se ven afectados por el cambio climático de diferentes maneras. Para aumentar la eficacia y la sostenibilidad de las intervenciones de la ACI, deben diseñarse de forma que se aborden las desigualdades de género y las discriminaciones de las personas en riesgo. La brecha de género en la agricultura implica que los hombres y las mujeres agricultores tienen diferente acceso a los recursos para prepararse y responder al cambio climático. Las mujeres agricultoras son más propensas al riesgo climático que los hombres. Se ha informado de que, en los países en desarrollo, las mujeres tienen menos acceso que los hombres a los recursos productivos, al capital financiero y a los servicios de asesoramiento. A menudo tienden a ser excluidas de la toma de decisiones, lo que puede repercutir en su adopción de tecnologías y prácticas que podrían ayudarlas a adaptarse a las condiciones climáticas. Un enfoque de la ACI que tenga en cuenta las cuestiones de género trata de identificar y abordar las diversas limitaciones a las que se enfrentan hombres y mujeres y reconoce sus capacidades específicas. La agricultura climáticamente inteligente presenta oportunidades para que las mujeres en la agricultura se dediquen a la producción sostenible. El cambio climático afecta de forma diferente a hombres y mujeres. Es necesario nivelar el campo y la ACI es una oportunidad para que las mujeres en la agricultura se involucren más productivamente.

## Desafíos
En 2014 The Guardian informó de que la agricultura climáticamente inteligente había sido criticada como una forma de ecoblanqueo. La mayor preocupación con respecto a la ACI es que no existe una norma universalmente aceptable con la que los que se autodenominan "climáticamente inteligentes" estén actuando realmente de forma inteligente con respecto al clima. Hasta que no se creen y cumplan esas certificaciones, los escépticos temen que las grandes empresas sigan utilizando el nombre para "lavar verde" a sus organizaciones, o para dar una falsa sensación de gestión medioambiental. La ACI puede considerarse una etiqueta sin sentido aplicable a prácticamente cualquier cosa, y esto es deliberado, ya que pretende ocultar las implicaciones sociales, políticas y medioambientales de las diferentes opciones tecnológicas.